# .ovh
.ovh는 2014년 6월 20일에 DNS 루트 존에 위임된 활성 일반 최상위 도메인(gTLD)이다. 이 도메인은 주요 프랑스 통신 및 호스팅 사업체인 OVH가 후원한다. 이 최상위 도메인은 AFNIC에서 운영하며, 등록은 .ovh 도메인의 유일한 등록 기관인 OVH를 통해 누구나 할 수 있다.